# 海南蒟
海南蒟（学名：Piper hainanense）是胡椒科胡椒属的植物。分布于中国大陆的广西、广东等地，常生于树上、密林、疏林中和石上，目前尚未由人工引种栽培，可驅風鎮痛，健胃。治胃冷痛，消化不良，腹脹，風濕關節痛，慢性潰瘍，濕疹。